# Mikhaïl Rochtchine
Pour les articles homonymes, voir Rochtchine.
Mikhaïl Mikhaïlovitch Rochtchine (en russe : Михаи́л Миха́йлович Ро́щин), né Mikhaïl Gibelman le 10 février 1933 à Kazan et décédé le 1er octobre 2010 à Moscou, est un écrivain, dramaturge et scénariste soviétique et russe. Membre de l'Union des écrivains soviétiques en 1966.

## Biographie
Né à Kazan, Mikhaïl Gibelman passe son enfance à Sébastopol. Après la Seconde Guerre mondiale, la famille déménage à Moscou. Il fait ses études à l'Université pédagogique d'État de Moscou. En 1958, il est diplômé de l'Institut de littérature Maxime-Gorki. Le premier périodique qui lui ouvre ses colonnes est le Moskovski Komsomolets en 1952. Dès 1957, Rochtchine collabore avec la revue Znamia et le journal de Kamychine. Il a aussi travaillé dans le magazine littéraire  Novy Mir.
Il se tourne vers la dramaturgie en 1963. Sa première pièce à être adaptée est l'Arc-en-ciel en hiver au théâtre du jeune spectateur de Léningrad par Zinovi Korogodski. Il connaît la consécration avec la pièce Valentin et Valentina, mise en scène en 1971 au théâtre d'art Anton Tchekhov par Oleg Efremov et au théâtre Sovremennik par Valeri Fokine. Il a écrit de nombreuses pièces de théâtre, six scénarios de films et les œuvres en prose. Auteur de plus d'une douzaine de recueils de nouvelles et d'histoires courtes. Il publie son journal dans le magazine Oktyabr (1995, 1997), qui en 2000 publie son roman Le Prince consacré à Ivan Bounine, publié plus tard par la maison d'édition Molodaïa Gvardia dans la série La vie des hommes remarquables.
En 1993-1998, avec Aleksei Kazantsev, il édite la revue Dramaturge et dirige le Centre de la dramaturgie et de la mise en scène.
Il passe les dernières années à Peredelkino. Mort d'une crise cardiaque et sera enterré au cimetière Troïekourovskoïe.

## Œuvres
Dramaturgie
- Le septième exploit d’Hercule (Седьмой подвиг Геракла, 1963), publié en 1987.
- La Milice (Дружина, 1965) publié en 1987.
- Ancien Nouvel An (Старый Новый год, 1966)
- Arc-en-ciel en hiver (Fille, où habites-tu?) (Радуга зимой (Девочка, где ты живёшь?), 1968)
- L'île au trésor (Остров сокровищ, 1970)
- Valentin et Valentine (Валентин и Валентина, 1972)
- Échelon (Эшелон, 1973)
- Mari et femme cherchent une chambre à louer (Муж и жена снимут комнату…, 1975)
- Rénovation (Ремонт, 1975)
- Les Galoches de bonheur (Галоши счастья, 1977-1979)
- Dépêche-toi de faire le bien (Спешите делать добро, 1979)
- Anna Karenine (Анна Каренина, 1983)
- Le Jumeau (Близнец, 1984)
- Tout espoir: erreur fatale (Вся надежда. Роковая ошибка, 1986)
- Zinaïda nacrée (Перламутровая Зинаида, 1986)
- Aristophane, ou la mise en scène de Lysistrata dans la ville d'Athènes (Аристофан, или Постановка комедии „Лисистрата“ в городе Афины, 1987)
- Le Maître et Marguerite(Мастер и Маргарита, 1987)
- Choura et la Guimauve (Шура и Просвирняк, 1988)
- Âge d'argent (Серебряный век, 2000)

Prose
- Dans une petite ville (В маленьком городе, 1956), récits
- Que fais-tu ce soir (Что ты делаешь вечером, 1961), récits et nouvelles
- Du matin au soir (С утра до ночи, 1968), récits et nouvelles
- Vingt-quatre jours au paradis (24 дня в раю, 1971), récits et nouvelles
- Passage cocher. Souvenirs (Чёрный ход. Воспоминание, 1977), nouvelle
- Le Fleuve (Река, 1978), récits et nouvelles
- Récits de route (Рассказы с дороги, 1981), récits
- Le Trait (Полоса, 1987), articles, récits et nouvelles; Moscou: Sovremennik.
- Grande roue à Kobuleti (Чёртово колесо в Кобулети 1987), récits; Moscou: Pravda.
- Sur un cheval gris pommelé (На сером в яблоках коне, 1988), récits et nouvelles
- Erreur fatale (Роковая ошибка, 1988), nouvelles
- Ivan Bounine (Иван Бунин, 2000), roman
- Mon amour le plus platonique (Моя самая платоническая любовь, 2004), récits et nouvelles.

Scénarios
- 1973 : Je t'aime (Я тебя люблю)
- 1980 : Ancien Nouvel An (Старый Новый год) de Naum Ardachnikov et Oleg Efremov
- 1985 : Valentin et Valentina (Валентин и Валентина) de Gueorgui Natanson
- 1987 : Choura et la Guimauve (Шура и Просвирняк) de Nikolaï Dostal
- 1988 : Nouvelles Aventures d'un yankee à la cour du roi (Новые приключения янки при дворе короля) de  Viktor Gres
- 1988 : Erreur fatale (Роковая ошибка) de Nikita Khubov